# Roanoke Building
El Roanoke Building (también llamado 11 South LaSalle Street Building y originalmente Lumber Exchange Building) es un edificio designado Chicago Landmark y catalogado en el Registro Nacional de Lugares Históricos. Está situado en el 11 South LaSalle Street en el Loop de Chicago, Estados Unidos. Esta dirección se sitúa en la esquina sudeste de la intersección de LaSalle Street y Madison Street, frente al One North LaSalle Building, al otro lado de Madison Street. En esta misma parcela se situó antiguamente otro edificio llamado Roanoke Building (también conocido como Major Block 2), que sirvió como sitio oficial de previsión de tiempo del Servicio Meteorológico Nacional y sustituyó al Major Block 1 tras el Gran incendio de Chicago. El edificio actual incorpora la fachada de otros edificios situados al este de la ubicación original del Major Block 1.
El edificio fue incluido en el Registro Nacional de Lugares Históricos (con el nombre Lumber Exchange Building and Tower Addition) el 6 de diciembre de 2007, y se designó Chicago Landmark el 12 de diciembre de 2007. Incluye los terrenos de las parcelas del DeSoto Building y el Farewell Hall.

## Roanoke Building original
Hasta el Gran Incendio de Chicago, en esta parcela se situaba el Major Block 1, un edificio de cuatro plantas diseñado por T. V. Widskier. Tras el incendio, fue sustituido por el Major Block 2, que posteriormente sería conocido como Roanoke Building. El Major Block 2, construido en 1872 y demolido en 1912, era un edificio de siete plantas sobre cimientos extensos. Fue diseñado por Dixon & Hamilton y tenía una longitud de 41,5 m (a lo largo de South LaSalle Street) y una anchura de 20,1 m (a lo largo de West Madison Street). Desde el 8 de junio de 1873 hasta el 1 de enero de 1887 el Roanoke Building original sirvió como sede en Chicago del sitio oficial de previsión de tiempo del Servicio Meteorológico Nacional. El edificio es mencionado en la novela More Die of Heartbreak de Saul Bellow, pero allí es un edificio residencial adinerado en lugar de un edificio de oficinas.

## Roanoke Building actual

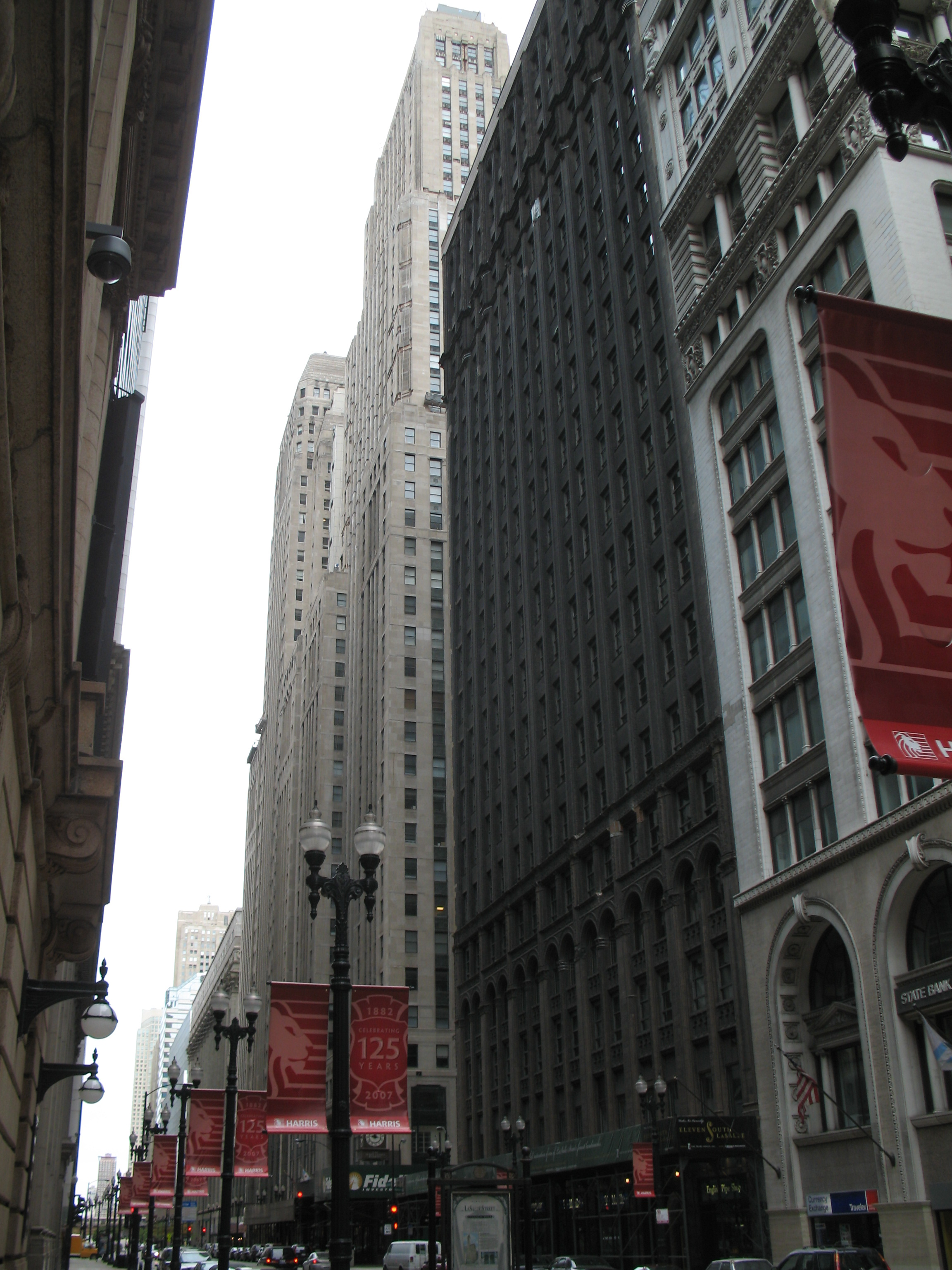
El Roanoke Building (oscuro) frente a One North LaSalle (gris claro) a la derecha desde el sur.

El edificio actual se diseñó en tres fases. En 1915 se construyeron las dieciséis primeras plantas según el diseño de Holabird & Roche, y en 1922 se añadieron otras cinco plantas. Se construyó originalmente con dieciséis plantas y el nombre de Lumber Exchange Building, y posteriormente se renombró 11 South LaSalle Street Building. El diseño de Holabird & Roche contemplaba tres sótanos y artesonado de piedra. El edificio original de dieciséis plantas albergaba oficinas y era del estilo de la escuela de Chicago. Tenía arcos en la cuarta planta y en la planta más alta, pero cuando se añadieron cinco plantas más en 1922 bajo la cornisa original, desapareció la fila superior de arcos. La fachada era de terracota oscura con un diseño italianizante. El vestíbulo tiene un techo abovedado y paredes de madera que contribuyen al estilo clásico de la entrada y el vestíbulo. La entrada palladiana usa mármol blanco y negro, que contrastan entre sí.

### Torre
En 1925, el edificio alcanzó sus actuales 35 plantas mediante la construcción de una torre adyacente al este de la fachada de Madison Street. El edificio contiene un total de 31 000 m². Esta torre de 36 plantas se añadió al este del edificio original, en la parcela del antiguo DeSoto Building, en el 125-129 West Madison. Fue uno de los primeros edificios de Chicago que usaron retranqueos y tiene filas de ventanas geminadas. Cuando se construyó la torre, se instalaron cuatro campanas de bronce y se configuraron para tocar una composición original llamada Samheim («mañana» en nórdico antiguo) cada cuarto de hora. La mayor de estas campanas pesa 3200 kg y tiene inscrito el nombre «Leander» en honor a Leander McCormick. El actual Roanoke Building es el único edificio de Chicago de estilo gótico portugués. Según el comunicado de prensa del ayuntamiento que anuncia su designación como Chicago Landmark, la decoración de terracota del edificio se deriva de los precedentes del gótico portugués. El edificio fue modernizado en los años cincuenta y atravesó una renovación posmoderna en 1984 para evocar su decoración original. El edificio tiene la misma fachada que el Roanoke Building original más la del antiguo Farewell Hall (construido por William W. Boyington en el 131-3 West Madison Street).
Desde 1920 hasta 1969 el edificio albergó las oficinas del bufete de abogados Sidley & Austin.  En la actualidad, el edificio es alquilado por pequeñas empresas del sector servicios.
En 2008 empezó una renovación del vestíbulo, la fachada, los ascensores y la iluminación exterior del edificio. Su reciente declaración en el Registro Nacional de Lugares Históricos ha hecho viable esta renovación al hacer que el edificio pueda recibir créditos fiscales federales y tenga que pagar menos impuestos sobre la propiedad. El edificio recibió la condición fiscal L, que hace que tenga que pagar menos impuestos durante doce años y pueda beneficiarse de otros incentivos económicos para la restauración y rehabilitación de edificios históricos. Para realizar la renovación, los dueños tomaron un préstamo de 43,3 millones de dólares contra la propiedad según los procedimientos de la U.S. Securities and Exchange Commission. En el Registro Nacional de Lugares Históricos está catalogado con el nombre Lumber Exchange Building and Tower Addition, y su nombramiento como Chicago Landmark es bajo el nombre Roanoke Building and Tower.